# Revista de Antropología del Museo de Entre Ríos
Revista de Antropología del Museo de Entre Ríos es una publicación académica semestral editada por el Museo de Ciencias Naturales y Antropológicas "Prof. Antonio Serrano", dependiente de la Secretaría de Cultura del Gobierno de Entre Ríos (Argentina).

## Objetivos e historia
Esta revista tiene como objetivo publicar artículos científicos de distinto tipo relacionados con el estudio del hombre sudamericano, abarcando temáticas arqueológicas, antropológicas, históricas y sociológicas, así como de disciplinas afines. La revista publica artículos de investigación, extensos y que representen un avance en la temática tratada; artículos de revisión, que no necesariamente incluyan nuevos datos, pero sí aporten un nuevo punto de vista o empleen nuevas fuentes documentales; notas breves, reseñas de libros o de conferencias y cartas del editor; estas últimas vinculadas con temas de debate actuales, tanto relacionados con discusiones temáticas o de interés social. 
La revista edita desde su fundación en el año 2015 un volumen anual, que consta de dos números semestrales, saliendo en los meses de junio y diciembre de cada año.
Se trata de una revista gratuita de de acceso abierto, bajo una licencia Creative Commons (CC BY-NC-SA 2.5) y sigue también los lineamientos de la Iniciativa de Acceso Abierto de Budapest.

## Indexación
La Revista de Antropología del Museo de Entre Ríos está indizada en: CLASE (Latinoamericanas en Ciencias Sociales y Humanidades), y Red Iberoamericana de Innovación y Conocimiento Científico (REDIB).